# Duitse Rijksdagverkiezingen november 1932
De Rijksdagverkiezingen van Duitsland van november 1932 vonden op 6 november 1932 plaats en waren de tweede Rijksdagverkiezingen van het jaar.
Rijkskanselier Franz von Papen presenteerde op 4 september 1932 de regeringsverklaring van zijn kabinet aan de Rijksdag (Reichstag). Een van de belangrijkste punten van de regeringsverklaring waren de zogenaamde noodverordeningen (Notverordnungen) die goedgekeurd moesten worden door de Rijksdag. Goedkeuring van de noodverordeningen van von Papen leek echter niet haalbaar. Vandaar dat von Papen de stemming omtrent de noodverordeningen tot het laatste moment wilde uitstellen. Dit in de hoop, na een uitleg te hebben gegeven over de regeringsplannen, alsnog de gematigde partijen (Duitse Centrumpartij, Duitse Democratische Partij etc.) te overreden vóór de noodverordeningen te stemmen. De fractie van de Communistische Partij van Duitsland (Kommunistische Partei Deutschlands) - de op een na sterkste fractie - in de Rijksdag wilde echter afdwingen dat de stemming omtrent de noodverordeningen als eerste zou worden gehouden. De KPD, fel tegenstander van de noodverordeningen, was van plan tegen te stemmen en hoopte te worden gesteund door de grootste fractie, die van de NSDAP (nazipartij). De nazi's wilden echter wat bedenktijd en de zitting van de Rijksdag werd voor enige tijd geschorst. In de tussentijd verstuurde von Papen een telegram aan de rijkspresident, Paul von Hindenburg, waarin von Papen vroeg om Rijksdagontbinding. Von Hindenburg stemde vrijwel onmiddellijk toe. Na de korte schorsing werden von Papen en de andere regeringsleden met veel boegeroep ontvangen. De NSDAP schaarde zich achter de KPD en een overgrote meerderheid van de Rijksdag - 512 tegen 42 - stemde tegen de noodverordeningen. Dit kwam in feite neer op een motie van wantrouwen. Direct na de stemming werd de Rijksdag ontbonden. Krachtens speciale wetgeving kon het kabinet-Papen als zogenaamd "presidentieel kabinet" (dat wil zeggen door de rijkspresident gesanctioneerde regering) aanblijven.
Bij de Rijksdagverkiezingen van 6 november 1932 behaalde de KPD winst, terwijl de NSDAP en de Sociaaldemocratische Partij van Duitsland (Sozialdemokratische Partei Deutschlands), licht verloren. De Duitse Centrumpartij die de afgelopen jaren steeds vooruitging, incasseerde eveneens verlies. Voor het eerst in tijden boekten de conservatieve partijen, de Duitse Nationale Volkspartij (Deutschnationale Volkspartei) en de Duitse Volkspartij (Deutsche Volkspartei), enige winst.

## Uitslag
| Partij       | Partij                                                                                          | %     | zetels    |
| ------------ | ----------------------------------------------------------------------------------------------- | ----- | --------- |
|              | Nationaalsocialistische Duitse Arbeiderspartij (Nationalsozialistische Deutsche Arbeiterpartei) | 33,1% | 196 (-34) |
|              | Sociaaldemocratische Partij van Duitsland (Sozialdemokratische Partei Deutschlands)             | 20,4% | 121 (-12) |
|              | Communistische Partij van Duitsland (Kommunistische Partei Deutschlands)                        | 16,9% | 100 (+11) |
|              | Duitse Centrumpartij (Deutsche Zentrumspartei)                                                  | 11,9% | 70 (-5)   |
|              | Duitse Nationale Volkspartij (Deutschnationale Volkspartei)                                     | 8,5%  | 52 (+15)  |
|              | Beierse Volkspartij (Bayerische Volkspartei)                                                    | 3,1%  | 20 (-2)   |
|              | Duitse Volkspartij (Deutsche Volkspartei)                                                       | 1,9%  | 11 (+4)   |
|              | Christelijk-Sociale Volksdienst (Christlich-Sozialer Volksdienst)                               | 1,1%  | 5 (+2)    |
|              | Duitse Staatspartij (Deutsche Staatspartei)                                                     | 1,0%  | 2 (-2)    |
|              | Duitse Boerenpartij (Deutsche Bauernpartei)                                                     | 0,4%  | 3 (+1)    |
|              | Landbond (Landbund)                                                                             | 0,3%  | 2 (-)     |
|              | Rijkspartij van de Duitse Middenstand (Reichspartei des deutschen Mittelstandes)                | 0,3%  | 1 (-1)    |
|              | Duits-Hannoveraanse Partij (Deutsch-Hannoversche Partei)                                        | 0,2%  | 1 (+1)    |
|              | Overigen                                                                                        | 0,9%  | 0 (-)     |
| Bron: dhm.de |                                                                                                 |       |           |
| Totaal       | Totaal                                                                                          | 100%  | 584       |